# سارانامبانا
سارانامبانا (به لاتین: Saranambana) یک منطقهٔ مسکونی در ماداگاسکار است که در آنالانجیروفو واقع شده‌است. سارانامبانا ۴۷٬۰۰۰ نفر جمعیت دارد و ۲۷۲ متر بالاتر از سطح دریا واقع شده‌است.